# 索科洛韋 (上德尼普羅夫斯克區)
48°34′42″N 33°56′12″E / 48.57833°N 33.93667°E
索科洛韋（烏克蘭語：Соколове），是烏克蘭中部的村莊，隸屬第聶伯羅彼得羅夫斯克州的卡姆揚斯凱區。該村距離新甘尼夫卡1公里，海拔高度178米，2001年人口5。